# رافاو مایکا
رافاو مایکا (به لهستانی: Rafał Majka) زادهٔ ۲ سپتامبر ۱۹۸۹ یک دوچرخه‌سوار جادهٔ حرفه‌ای لهستانی است که برای تیم حرفه‌ای تینکوف مسابقه می‌دهد. او به عنوان یک سربالایی‌روی قدرتمند شناخته شده‌است و در جیرو دیتالیای ۲۰۱۳ به عنوان رکابزنی برجسته معرفی شد که در آن سال او به مقام هفتم رسید و در سال بعد، ششم شد. از جمله دستاوردهای دیگر او کسب پیروزی در سه مرحلهٔ کوهستانی تور دو فرانس و قهرمانی رده‌بندی کوهستان در سال‌های ۲۰۱۴ و ۲۰۱۶ این تور است. هم‌چنین برای نخستین بار در گرندتورها در ووئلتا اسپانیای ۲۰۱۵ در رتبهٔ سوم مجموع ایستاد.

## فعالیت حرفه‌ای

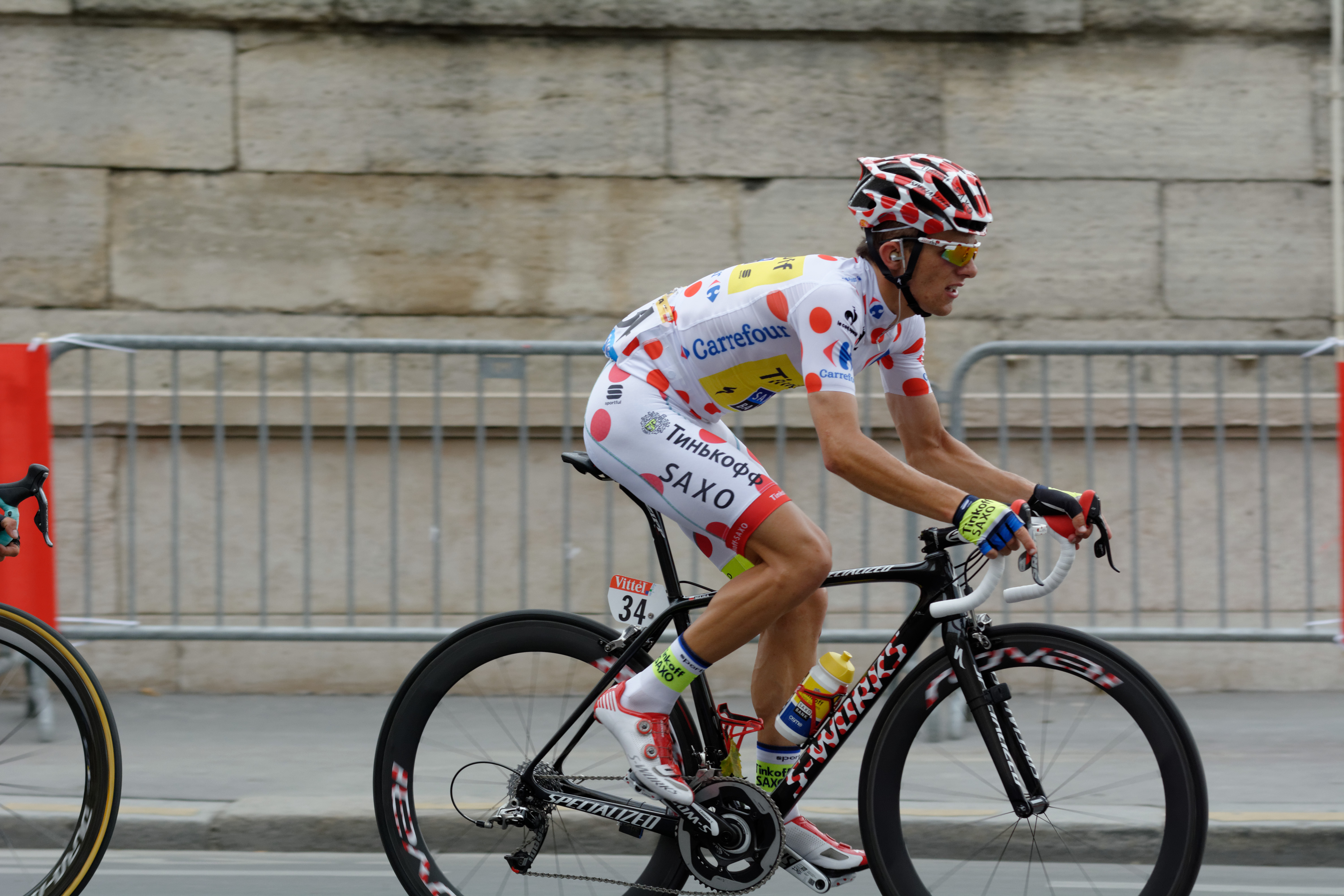
مایکا با پیراهن کوهستان در تور دو فرانس ۲۰۱۴

نخستین حضور مایکا در جیرو دیتالیا در سال ۲۰۱۳ بود که در رده‌بندی رکابزنان جوان با کارلوس بتانکور رقابت می‌کرد. او در پایان جیرو در رتبهٔ هفتم ایستاد. در سال بعد، او رتبهٔ خود را ارتقا داد و به مقام ششم رسید.
در تور دو فرانس ۲۰۱۴ مایکا جانشین رومن کرویزیگر در تیم تینکوف شد و نخستین پیروزی دوران حرفه‌ای خود را در مرحلهٔ کوهستانی ۱۴ به دست آورد. او هم‌چنین در مرحلهٔ کوهستانی ۱۷ برنده شد. این پیروزی‌ها و عملکرد خوب او در سربالایی‌ها باعث به دست آوردن پیراهن کوهستان شد. پس از چند هفته مایکا در دو مرحلهٔ کوهستانی از تور لهستان پیروز شد و به قهرمانی آن تور رسید.
در سال ۲۰۱۵ مایکا در جیرو شرکت نکرد، ولی در تور دو فرانس مسابقه داد. مایکا در مرحلهٔ ۱۱ این تور برنده شد. سپس در ووئلتا اسپانیا شرکت کرد و تا مرحله‌های پایانی جزء نفرات برتر بود و در پایان به سکوی سوم دست یافت.
در سال ۲۰۱۶ مایکا در جیرو دیتالیا به عنوان رهبر تیم تینکوف رکاب زد و در نهایت در مکان پنجم ایستاد. هم‌چنین در تور دو فرانس، پیراهن کوهستان را به دست آورد.

## افتخارات
جدول زمانی نتایج در رده‌بندی اصلی گرندتورها
| گرندتور | ۲۰۱۱   | ۲۰۱۲ | ۲۰۱۳ | ۲۰۱۴ | ۲۰۱۵ | ۲۰۱۶ |
| ------- | ------ | ---- | ---- | ---- | ---- | ---- |
| جیرو    | —      | —    | ۷    | ۶    | —    | ۵    |
| تور     | —      | —    | —    | ۴۴   | ۲۸   | ۲۷   |
| ووئلتا  | انصراف | ۳۲   | ۱۹   | —    | ۳    |      |